# پرواز شماره ۹۰۱ ایر نیوزیلند
پرواز شمارهٔ ۹۰۱ ایر نیوزیلند (TE-901) پروازی سیاحتی بود که از سوی شرکت هواپیمایی ایر نیوزیلند در فاصلهٔ سال‌های ۱۹۷۷ تا ۱۹۷۹ برای نمایش مناظر جنوبگان به مسافران ترتیب داده شده بود. این هواپیما از فرودگاه آوکلند در نیوزیلند به سمت قارهٔ جنوبگان پرواز می‌کرد و پس از گردش بر فراز آن از طریق فرودگاه کرایست‌چرچ به آوکلند بازمی‌گشت. ۱۴مین پرواز از این سری در تاریخ ۲۸ نوامبر ۱۹۷۹ انجام شد که در طی آن، هواپیمای مک‌دانل داگلاس دی‌سی-۱۰–۳۰ به شمارهٔ دم ZK-NZP با کوه اربوس در جزیره راس در جنوبگان برخورد کرد که در نتیجهٔ آن تمامی ۲۳۷ مسافر و ۲۰ خدمه پرواز کشته‌شدند. از این سانحه عموماً با عنوان فاجعهٔ کوه اربوس یاد می‌شود.
پس از وقوع حادثه، تحقیقات اولیه اشتباه خلبان را عامل این برخورد اعلام نمود اما اعتراض‌های عمومی سبب شد تا کمیسیون سلطنتی تحقیق به بررسی دقیقتر این سانحه بپردازد. ریاست این کمیسیون برعهدهٔ فاضی پیتر ماهون بود و در پایان تحقیقات مشخص شد که دلیل حادثه، انجام تغییری در مختصات مسیر پروازی هواپیما بدون اطلاع به خدمهٔ پرواز در شب پیش از وقوع حادثه بوده‌است که در نتیجهٔ آن، کامپیوتر پرواز شماره ۹۰۱ به‌جای آنکه هواپیما را به سوی تنگهٔ مک‌موردو که خلبانان انتظارش را داشتند هدایت کند، آن را در مسیر کوه اربوس قرار می‌دهد. قاضی ماهون در گزارشش شرکت هواپیمایی ایر نیوزیلند را به دروغگویی در این زمینه متهم نمود که در نهایت به تغییراتی در رده‌های بالای مدیریتی این شرکت انجامید.
سانحهٔ پرواز شماره ۹۰۱ تا به امروز یکی از مرگبارترین حوادث زمان صلح در نیوزیلند به‌شمار می‌رود.

## ملیت سرنشینان هواپیما
| کشور                | مسافرین | خدمه |
| ------------------- | ------- | ---- |
| نیوزیلند            | ۱۸۰     | ۲۰   |
| ژاپن                | ۲۴      |      |
| ایالات متحده آمریکا | ۲۲      |      |
| بریتانیا            | ۶       |      |
| کانادا              | ۲       |      |
| استرالیا            | ۱       |      |
| فرانسه              | ۱       |      |
| سوئیس               | ۱       |      |
| جمع                 | ۲۳۷     | ۲۰   |